# Monthly Halloween
Pour les articles homonymes, voir Halloween (homonymie).
Le Monthly Halloween (月刊ハロウィン, Gekkan Halloween) est un magazine de prépublication de mangas japonais mensuel, publié par Asahi Sonorama entre 1986 et 1995. Spécialisée dans les shōjo mangas (mangas pour filles) de genre horrifique, la revue a publié des mangakas tels que Kazuo Umezu, Junji Itō ou encore Ochazukenori.
À l'aube des années 1990, le magazine gagne deux publications sœurs avec le Nemuki et le Honto ni atta kowai hanashi, qui lui survivent toutes les deux ; le Nemuki récupère les titres du Gekkan Halloween après son arrêt de commercialisation.

## Historique
La maison d'édition Asahi Sonorama publie lors des années 1970 et la première moitié des années 1980 divers magazines de shōnen mangas, avec par exemple le Gekkan Manga shōnen ou encore le DUO. Le marché du shōnen manga se montre toutefois trop concurrentiel pour la société, qui décide alors d'abandonner le segment shōnen pour tenter celui du shōjo.
Au cours des années 1980, le cinéma d'horreur est particulièrement populaire chez les adolescentes, cependant que la fête d'Halloween vient d'être introduite au Japon. Asahi décide alors de créer un magazine shōjo dédié au genre de l'horreur, qui reprendrait le nom de cette nouvelle fête. Ainsi les membres du service éditorial d'Asahi sonorama contactent Kazuo Umezu, chef de fil des mangakas d'horreur avec qui ils avaient déjà travaillé par le passé, pour qu'il participe au lancement du Gekkan Halloween ; le premier numéro du magazine, celui de janvier 1986, est ainsi publié le vendredi 13 décembre 1985, un clin d'œil à la franchise cinématographique Vendredi 13.
Cette nouvelle formule d'un magazine pour filles dédié à l'horreur, première dans son genre, rencontre un succès notable et se voit être copiée par des maisons d'édition concurrentes ; les revues shōjo concurrentes les plus notables sont alors le Suspiria et dans une moindre mesure le Mystery Bonita chez Akita Shoten qui sont plus orientées sur le suspense, quand le Horror M chez Bunkasha est plus orienté sur le gore et l'ultra-violence. Forte de ce succès, Asahi sonorama publie quant à elle des numéros hors-séries au Gekkan Halloween, dont le Nemuki et le Honto ni atta kowai hanashi qui deviennent par la suite des titres indépendants.
À la suite de son lancement le magazine cherche de nouveaux talents, il établit ainsi le prix Kazuo Umezu, présidé par Kazuo Umezu lui-même, afin de repérer les contributeurs de qualité ; notamment Junji Itō remporte le prix en 1986 avec le premier épisode de Tomie, le magazine publie ainsi sa série à partir de 1987 et il devient rapidement le mangaka vedette de la revue.
Toutefois, le genre de l'horreur perd en popularité lors des années 1990, aussi les éléments macabres et horrifiques du magazine sont de plus en plus dilués dans d'autres registres, comme par exemple l'humour. Asahi finit par décider d'arrêter le Gekkan Halloween pour le remplacer intégralement par le Nemuki. Le dernier numéro du magazine est ainsi celui du décembre 1995.

## Publications sœurs

### Nemuki
Le Nemuki est un magazine bimestriel qui a commencé comme numéro hors-série du Gekkan Halloween en 1990. Le magazine publie des mangas de l'imaginaire et du fantastique en plus de l'horreur, ses histoires se veulent « plus ambitieuses, sensibles et matures » que celles du Gekkan Halloween,.
En 2013 le magazine change de nom à la suite d'une restructuration d'Asahi, avec l'ajout d'un « + » au titre pour devenir le Nemuki+,.

### Honto ni atta kowai hanashi
Le Honto ni atta kowai hanashi est un magazine bimestriel qui a commencé comme numéro hors-série du Gekkan Halloween en 1987. Le magazine publie des histoires horrifiques prétendument basées sur des histoires vraies,.
L'origine du magazine vient d'un manga du Gekkan Halloween dessiné par Takakazu Nagakubo, basé sur une « histoire vraie » de fantôme. Cette œuvre rencontre un très grand succès et pousse de nombreuses lectrices à partager dans le courrier des lectrices leur propres témoignages d'expériences surnaturelles. La mangaka Maryuri Yamamoto, associée à la spiritiste Reiko Terao, s'inspire de ces témoignages pour créer ses mangas. Asahi lance alors un numéro hors-série dédié aux histoires inspirées de faits réels, intitulé Honto ni atta kowai hanashi. Ce numéro hors-série reçoit un très bon accueil du lectorat et est alors transformé en une publication sœur du Gekkan Halloween.
Au début des années 1990, le réalisateur Norio Tsuruta achète les droits pour créer des adaptations de dix histoires du magazine pour le marché du V-cinema, avec Chiaki J. Konaka au scénario. Publiées entre 1991 et 1992 sous le titre Honto ni atta kowai hanashi, ces dix histoires marquent, avec le moyen-métrage Jaganrei, le début du genre cinématographique de la J-Horror. À partir de 1999, la chaîne de télévision japonaise Fuji Television adapte régulièrement des histoires du magazine.

## Publication de manga
Spécialisées dans l'horreur et destinées à un public féminin, la revue et ses sœurs ont publié de nombreux classiques du genre, dessinés par des auteurs notables,. Par exemple Tomie de Junji Itō, Le Manoir de l'horreur d'Ochazukenori ou encore Umezu Kazuo no noroi de Kazuo Umezu ont été publiés dans le Gekkan Halloween.
Le Nemuki a quant à lui publié des titres comme le Cortège des cent démons d'Ichiko Ima, Shiori et Shimiko de Daijirō Morohoshi ou encore une partie de Petshop of Horrors de Matsuri Akino,.